# Arpalice (figlia di Arpalico)
Arpalice (in greco antico: Ἁρπαλύκη?, Harpalýkē), secondo la mitologia greca, era figlia di Arpalico, re degli Aminnei in Tracia.

## Mitologia
Arpalice rimase orfana di madre in tenera età e fu cresciuta da suo padre che, addestrandola come un maschio, la fece crescere con latte di mucca e di cavalla, e le insegnò a correre velocemente.
Quando Neottolemo ritornò da Troia, attaccò Arpalico e lo ferì gravemente. Lei aggredì perciò Neottolemo, mettendolo in fuga e salvando così suo padre.
Dopo una ribellione nel regno e la morte del padre, Arpalice andò a vivere nei boschi e divenne una brigantessa, saccheggiando le mandrie di bestiame e correndo così veloce che i cavalli degli inseguitori non riuscivano a raggiungerla. Infine cadde in una trappola tesale da alcuni pastori, che la uccisero.